# アンタルヤ・オープン
アンタルヤ・オープン（Antalya Open）は、トルコのアンタルヤで開催されていたATP250シリーズのテニストーナメントである。

## 概要
2017年、グラスコート大会の増進の一環で、ATP250の大会としてウィンブルドン選手権の直前の日程で新設された。2017年大会では計7面のグラスコートが設けられた。しかしマヨルカ選手権への移行に伴い、2019年大会を最後に終了した。
その後、新型コロナウイルス感染症の世界的流行に伴うスケジュール変更により、2021年1月に臨時のATP250の大会として開催された。

## 大会歴代優勝者

### シングルス
| 年   | 優勝者               | 準優勝者                 | 決勝結果            |
| ---- | -------------------- | ------------------------ | ------------------- |
| 2017 | 杉田祐一             | アドリアン・マナリノ     | 6–1, 7–6(4)         |
| 2018 | ダミル・ジュムール   | アドリアン・マナリノ     | 6–1, 1–6, 6–1       |
| 2019 | ロレンツォ・ソネゴ   | ミオミル・ケツマノビッチ | 6–7(5), 7–6(5), 6–1 |
| 2021 | アレックス・デミノー | アレクサンダー・ブブリク | 2–0 (途中棄権)      |

### ダブルス
| 年   | 優勝者                                                | 準優勝者                                  | 決勝結果            |
| ---- | ----------------------------------------------------- | ----------------------------------------- | ------------------- |
| 2017 | ロベルト・リンドステット アイサム＝ウル＝ハク・クレシ | オリバー・マラチ マテ・パビッチ           | 7–5, 4–1 (途中棄権) |
| 2018 | マルセロ・デモリネル サンティアゴ・ゴンサレス         | サンダー・アレンツ マトウェ・ミドルコープ | 7–5, 6–7(6), [10–8] |
| 2019 | ジョナサン・エルリック アルテム・シタック             | イワン・ドディグ フィリプ・ポラセック     | 6–3, 6–4            |
| 2021 | ニコラ・メクティッチ マテ・パビッチ                   | イワン・ドディグ フィリプ・ポラセック     | 6–2, 6–4            |

### 2021年大会
- Antalya Open - 公式サイト （英語）（トルコ語）
- アンタルヤ・オープン - ATPツアーによる大会紹介ページ （英語）